# Nicky Almasy
Nicky Almásy fényképész, fotóriporter.
Nicky Almásy az egyik legkeresettebb fotóművesz Sanghajban, ahol 2006 óta tevékenykedik. Jelenleg [mikor?] Malájziában, Kuala Lumpurban él. Fényképes és filmes munkássága miatt számos díjban részesült, egyben kiérdemelte a nagyközönség figyelmét, amelyet méltón tükröznek nemzetközi felkérései is. Neves külföldi magazinoknak és újságoknak, fényképeket készít többek között a Condé Nastnak, a Wallpapernek, a Financial Timesnak, a Daily Mailnek, a Wherenek és az Air Asia légitársaság magazinjának, a Travel3Sixtynek, illetve céges ügyfeleknek, mint például a Sennheisernek és a K-Arraynek.
Portfóliójában egyaránt szerepet kap az építészet, a divat, az utazás a gasztro- és portréfotózás. 2010-ben Nicky Almasyt érte a megtisztelő felkérés, hogy Kína legmagasabb, a Burj Khalifa után pedig a világ második legmagasabb épületének építését dokumentálja 5 éven keresztül Marshall Strabala főépítész alkalmazásában. Nicky második kiemelt témája maga Shanghaj város. Az elmúlt 10 évben Kína eme legnagyobb metropoliszát fotózta, azt, amely a történelem egyik legjelentősebb városberendezési átalakításán megy keresztül. Az erről szóló fotóalbuma, a Shanghai, City in Motion: Rebirth of a Modern Metropolis 2013-ban jelent meg.
A Hudec Laszló shanghaji magyar építész munkásságát összefoglaló albuma 'Hudec by Nicky Almasy' hivatalosan 2017 szeptemberében látott napvilágot.
Részt vesz a Malária projektben. Elkötelezett híve a Mahidol Oxford Tropical Medicine Research Unit (MORU) orvosok alkotta társaságnak. Kambodzsában, Laoszban és a Thai-Burma határon is dokumentálta a malária betegség elleni küzdelmet. 
Nicky Almásy új könyve, a Recycling Reality 2023-ban jelent meg. A Recycling Reality című kötetben meglepő módon fotók nélkül mesél arról, hogyan tett egy éles kanyart és Mexikóból New York felé tartva hogyan került Ázsiába. 
Ebben az izgalmas kötetben Nicky Almasy elmeséli lenyűgöző történetét, hogyan dokumentálta Sanghaj dzsesszéletét, hogyan fedezte fel Kambodzsa malária sújtotta hátországait, és elkíséri a neves magyar zenészt, Both Miklóst ázsiai utazásaira. 
Miközben felidézi, mit jelent évente 150 ezer kilométert utazni, milyen örömökkel és nehézségekkel jár a hivatásos fotós élete, számtalan történetet mesél el a keleti kultúráról, művészetről és örökségről. Arról is vall, hogy mit jelent számára az utazás, és elszakadhatunk-e saját múltunktól.